# 3997 Taga
A 3997 Taga (ideiglenes jelöléssel 1988 XP1) a Naprendszer kisbolygóövében található aszteroida. Sugie, J. fedezte fel Tagában 1988. december 6-án.